# Bodenbach (Aalen)
Bodenbach ist ein Einzelhof im Stadtbezirk Fachsenfeld der Kreisstadt Aalen im Ostalbkreis in Baden-Württemberg.

## Beschreibung
Der Hof liegt etwa einen Kilometer östlich des Dorfkerns von Fachsenfeld, ist heute jedoch nur noch etwas über 200 Meter von dessen Bebauungsgrenze entfernt. Die Aalener Altstadt liegt etwa sechs Kilometer südsüdöstlich. 
Bodenbach steht am linken Talhang des gleichnamigen Bachs, der nordwärts zum Kocher fließt.
Naturräumlich liegt der Ort im Vorland der östlichen Schwäbischen Alb, genauer auf den Liasplatten über Rems und Lein.

## Geschichte
Vermutlich stammt der Hof aus dem 18. Jahrhundert.